# Buzzbox Records
Buzzbox Records är ett svenskt skivbolag som bildades 2003. Skivbolaget är främst inriktat på punk.

## Band/artister kontrakterade med Buzzbox
- Civil Olydnad
- Babinskis tecken
- Daniel Karbelius
- En Svensk Tiger
- Greta Kassler
- Kaffekatt
- Simma i Vättern
- Sista Skriket
- Sällskapsresan
- Monark X
- Tramwreck
- Bombardment